# 이씨분재기
이씨분재기(李氏分財記)는 대한민국 강원특별자치도 강릉시 오죽헌시립박물관에 있는 조선시대의 분재기이다. 1971년 12월 16일 강원특별자치도의 유형문화재 제9호로 지정되었다.

## 개요
신사임당의 어머니이며, 강릉 향현사(鄕賢祠)에 모셔져 있는 최응현 선생의 외손녀인 용인 이씨 부인이 5명의 딸에게 재산을 나누어 주면서 작성한 재산분재 기록문이다.
한지 두루마리로 되어 있으며, 한문 원문에 이두로 토를 달았다. 이렇듯 재산상의 문서나 법률서에는 한문 원문을 끊어 읽는데에 따라 내용이 달라질 수 있기에 이두로 한문의 끝 부분에 토를 달아 주는 것이 관례였다.
이 문서는 조선시대 재산분배에 대한 원칙과 상속대상 등을 파악하는데 귀중한 자료로 평가된다.

## 참고 자료
- 이씨분재기 - 국가유산청 국가유산포털